# Big Lucha
Big Lucha är ett mexikanskt fribrottningsförbund inom den mexikanska stilen lucha libre. Det är även en byggnad i form av ett kollektiv, beläget i Iztapalapa i östra Mexico City.
I lokalen finns gym, husrum för studenter och arbetsmöjligheter för brottarna i närområdet. Big Lucha grundades av Bandido, känd från bland annat All Elite Wrestling år 2021. Bandido köpte som delägare en lagerlokal och lät bygga studentkorridorer med rum för studenter från Mexiko men även brottare från andra länder, ett gym och flera fribrottningsringar. När evenemang arrangeras i lokalen kallas den Arena Big Lucha eller Bandidos Gym.
Bandido sålde sedermera verksamheten till Eduardo Gonzalez år 2023. Big Lucha arrangerar evenemang veckovis som strömmas online med namnet "Big Lucha World".

## Alumni (i urval)
- Bandido
- Komander
- Arez
- Rey Cósmico Jr.
- Forneo
- Diosa Nix
- Sussy Love
- Flamita
- Éxtasis
- Radioactivo
- Morfosis
- Oni El Bendito
- Galeno del Mal
- Emperador Azteca
- Ciclon Ramirez Jr.